# Prisonniers du mal
Pour plus de détails, voir Fiche technique et Distribution.
Prisonniers du mal (Prigionieri del male) est un film italo-espagnol réalisé par Mario Costa, sorti en 1955.

## Fiche technique
- Titre original : Prigionieri del male
- Titre français : Prisonniers du mal
- Réalisation : Mario Costa
- Scénario : Mario Costa, Alberto Albani Barbieri et Aldo De Benedetti d'après le roman de Guido Milanesi
- Photographie : Carlo Carlini
- Montage : Roberto Cinquini
- Musique : Carlo Rustichelli
- Pays d'origine :  Italie |  Espagne
- Genre : Film dramatique
- Date de sortie : 30 décembre 1955 en Italie

## Distribution
- May Britt : Nadia Ulianova
- Francisco Rabal : Sergio Gresky
- Bernard Blier : Don Lorenzo
- Vera Carmi : Elena Ulianova
- Nino Manfredi : Mario Giorgi
- Julio Peña : José
- Cristina Grado : Susana
- Miranda Campa